# لي ريتشموند
لي ريتشموند (بالإنجليزية: Lee Richmond)‏ هو لاعب كرة قاعدة أمريكي، ولد في 5 مايو 1857 في شفيلد في الولايات المتحدة، وتوفي في 1 أكتوبر 1929 في توليدو في الولايات المتحدة.

## وصلات خارجية
- لي ريتشموند على موقع دوري كرة القاعدة الرئيسي (الإنجليزية)
- لي ريتشموند على موقعبيزبول رفرنس.كوم (الدوري الرئيسي) (الإنجليزية)
- لي ريتشموند على موقعبيزبول رفرنس.كوم (الدوري الثانوي) (الإنجليزية)
- لي ريتشموند على موقع جمعية أبحاث البيسبول الأمريكية (الإنجليزية)
- لي ريتشموند على موقع إي إس بي إن.كوم (أم.أل.بي) (الإنجليزية)
- لي ريتشموند على موقع مشجعي الرسوم البيانية (الإنجليزية)